# Allobates
Allobates (лат.) — род бесхвостых земноводных из семейства Aromobatidae, единственный в подсемействе Aromobatinae.

## Описание
Общая длина представителей этого рода колеблется от 2 до 5 см. У значительного количества видов наблюдается половой диморфизм: самки крупнее самцов. По строению похожи на древолазов. Отличием является отсутствие нёбной кости, укороченный четвёртый палец, отсутствие перепонки между первым и вторым и между вторым и третьим пальцами.
Окраска тёмных цветов с боковой полосой, которая проходит по диагонали от паха до самых глаз, на бёдрах со стороны клоаки есть бледное пятно. Брюхо бледное.

## Образ жизни
В основном это наземные лягушки, обитающие в лесной подстилке дождевых тропических лесов. Питаются насекомыми и мелкими членистоногими.

## Размножение
Это яйцекладущие земноводные. Большинство видов откладывают яйца в лесной подстилке, головастики переносятся в воду на спинах родителей.

## Распространение
Обитают в бассейне реки Амазонки: в Колумбии, Венесуэле, Гайане, Гвиане, Суринаме, Эквадоре, Перу, Бразилии и Боливии.

## Классификация
На февраль 2023 года в род включают 60 видов:
- Allobates algorei Barrio-Amoros & Santos, 2009
- Allobates amissibilis Kok, Holting & Ernst, 2013
- Allobates bacurau Simoes, 2016
- Allobates bromelicola (Test, 1956) — Бромелиевый древолаз
- Allobates brunneus (Cope, 1887) — Желтовато-бурый древолаз
- Allobates caeruleodactylus (Lima & Caldwell, 2001)
- Allobates caldwellae Lima, Ferrao, and Silva, 2020
- Allobates carajas Simoes, Rojas, and Lima, 2019
- Allobates caribe (Barrio-Amoros, Rivas-Fuenmayor & Kaiser, 2006)
- Allobates chalcopis (Kaiser, Coloma & Gray, 1994)
- Allobates conspicuus (Morales, 2002)
- Allobates crombiei (Morales, 2002)
- Allobates femoralis (Boulenger, 1884) — Яркий древолаз
- Allobates flaviventris Melo-Sampaio, Souza & Peloso, 2013
- Allobates fratisenescus (Morales, 2002)
- Allobates fuscellus (Morales, 2002)
- Allobates gasconi (Morales, 2002)
- Allobates goianus (Bokermann, 1975) — Темнопятнистый древолаз
- Allobates granti (Kok et al., 2006)
- Allobates grillicantus Moraes and Lima, 2021
- Allobates grillisimilis Simoes et al., 2013
- Allobates hodli Simoes, Lima & Farias, 2010
- Allobates humilis (Rivero, 1980) — Древолаз-малютка
- Allobates ignotus Anganoy-Criollo, 2012
- Allobates insperatus (Morales, 2002)
- Allobates juami Simoes et al., 2018
- Allobates juanii (Morales, 1994)
- Allobates kamilae Ferrao, Hanken, and Lima, 2022
- Allobates kingsburyi (Boulenger, 1918) — Экваториальный древолаз
- Allobates magnussoni Lima, Simoes & Kaefer, 2014
- Allobates mandelorum (Schmidt, 1932) — Серебристо-шоколадный древолаз
- Allobates marchesianus (Melin, 1941) — Кирпичный древолаз
- Allobates masniger (Morales, 2002)
- Allobates mcdiarmidi (Reynolds & Foster, 1992)
- Allobates melanolaemus (Grant & Rodriguez, 2001)
- Allobates myersi (Pyburn, 1981) — Древолаз Майерса
- Allobates nidicola (Caldwell & Lima, 2003)
- Allobates niputidea Grant, Acosta-Galvis & Rada, 2007
- Allobates nunciatus Moraes, Pavan, and Lima, 2019
- Allobates olfersioides (Lutz, 1925)
- Allobates ornatus (Morales, 2002)
- Allobates pacaas Sampaio et al., 2020
- Allobates paleci Silva, Marques, Folly, and Santana, 2022
- Allobates paleovarzensis Lima et al., 2010
- Allobates picachos (Ardila-Robayo, Acosta-Galvis & Coloma, 2000)
- Allobates pittieri (La Marca, Manzanilla & Mijares-Urrutia, 2004)
- Allobates ranoides (Boulenger, 1918) — Лягушковидный древолаз
- Allobates sanmartini (Rivero, Langone & Prigioni, 1986)
- Allobates sieggreenae Gagliardi-Urrutia et al., 2021
- Allobates subfolionidificans (Lima, Sanchez & Souza, 2007)
- Allobates sumtuosus (Morales, 2002)
- Allobates talamancae (Cope, 1875) — Полосатобрюхий древолаз
- Allobates tapajos Lima, Simoes & Kaefer, 2015
- Allobates tinae Melo-Sampaio, Oliveira, and Prates, 2018
- Allobates trilineatus (Boulenger, 1884) — Трёхлинейный древолаз
- Allobates undulatus (Myers & Donnelly, 2001)
- Allobates vanzolinius (Morales, 2002)
- Allobates velocicantus Souza, Ferrao, Hanken, and Lima, 2020
- Allobates wayuu (Acosta-Galvis, Cuentas & Coloma, 1999)
- Allobates zaparo (Silverstone, 1976) — Кровавый древолаз

## Галерея

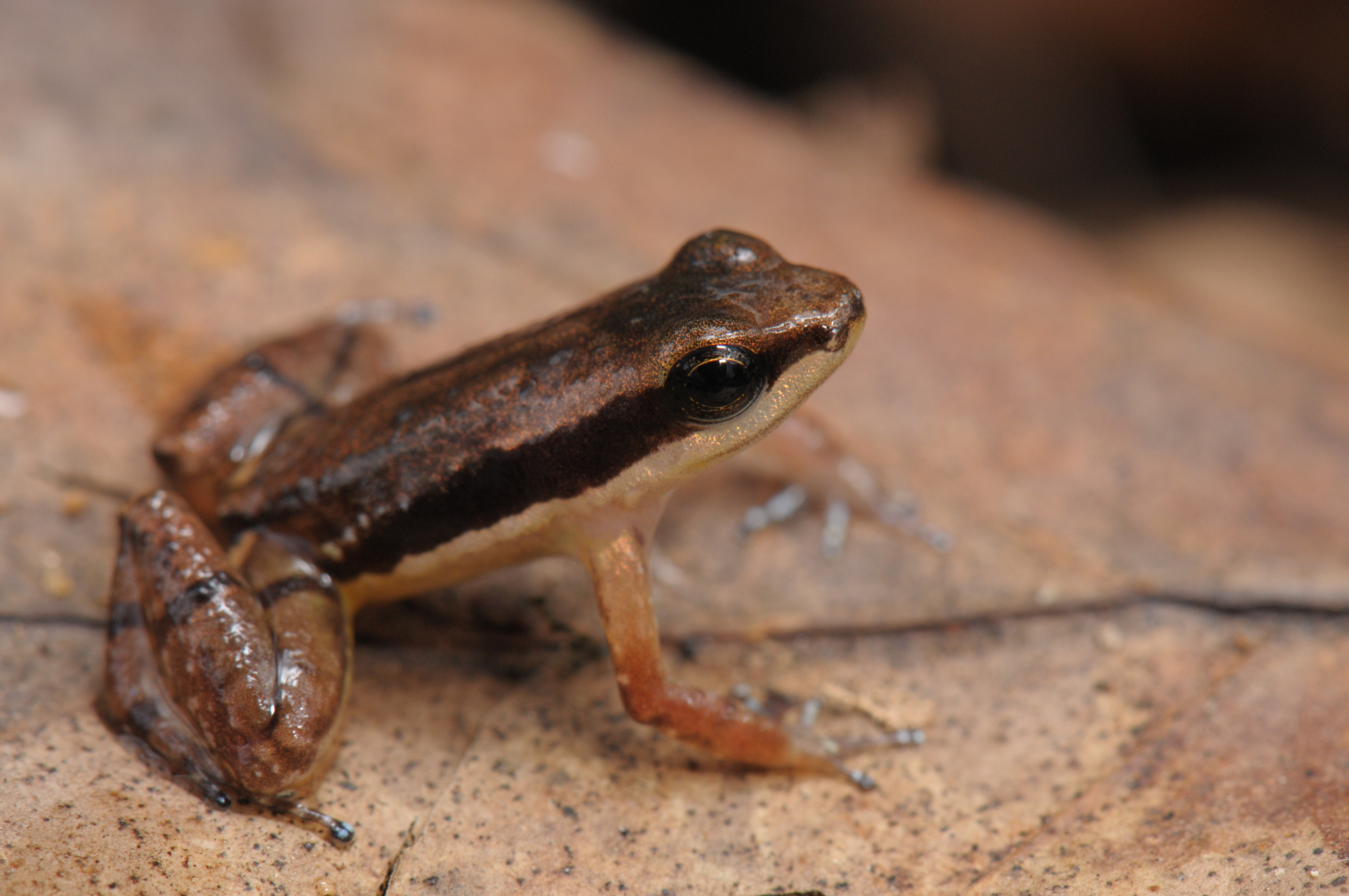
Allobates olfersioides
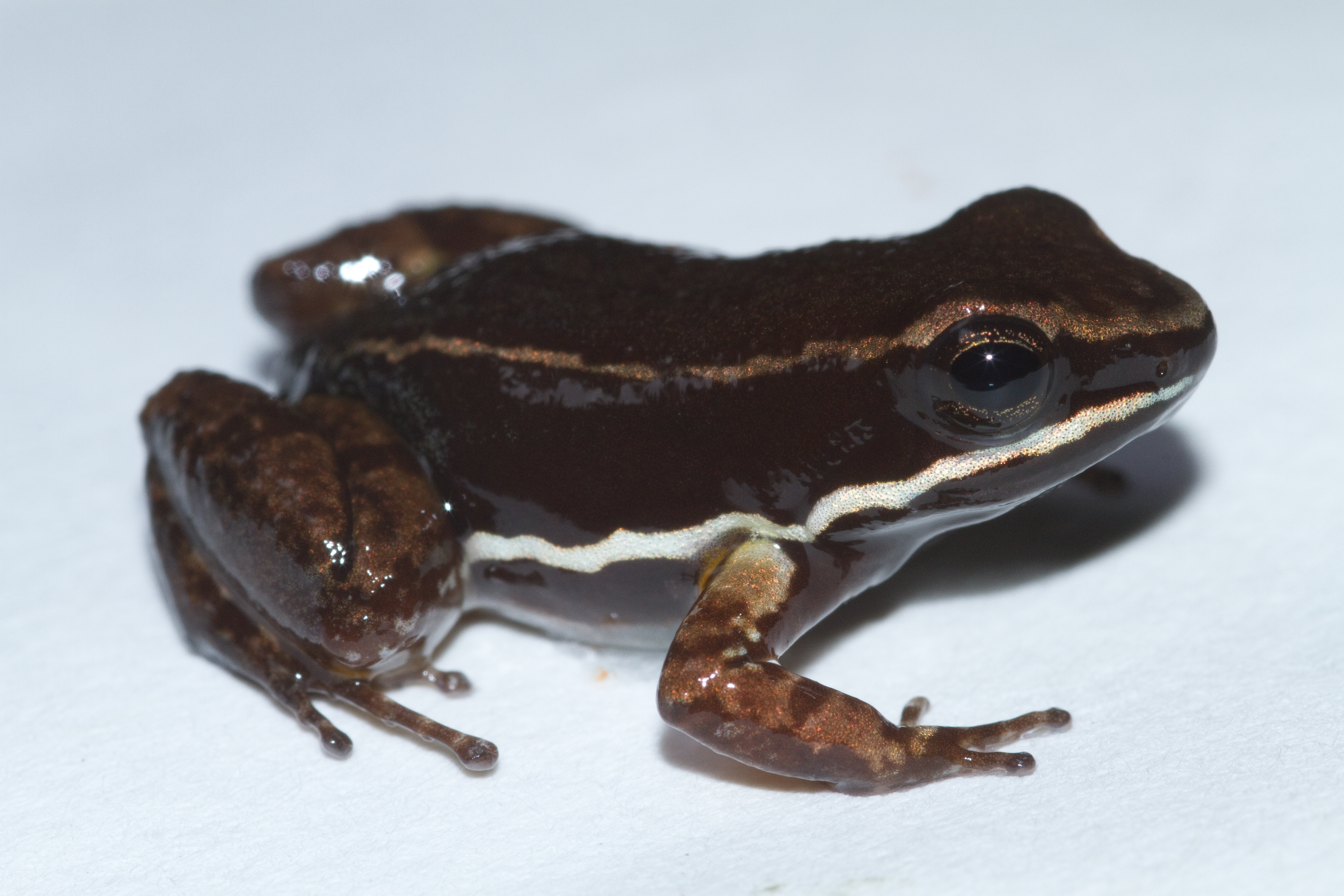
Полосатобрюхий древолаз
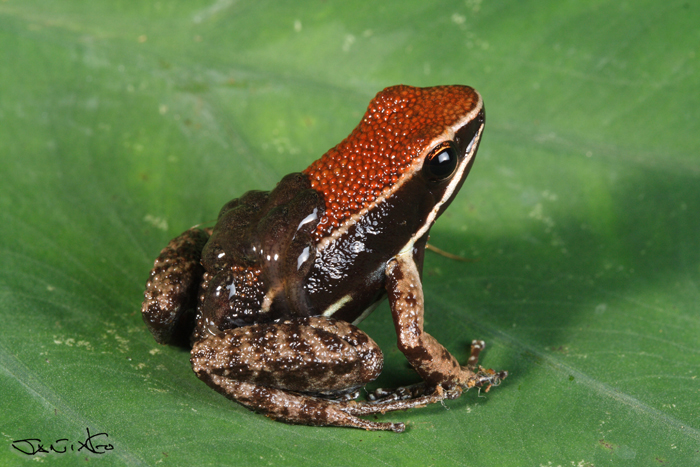
Кровавый древолаз